# Zubořez

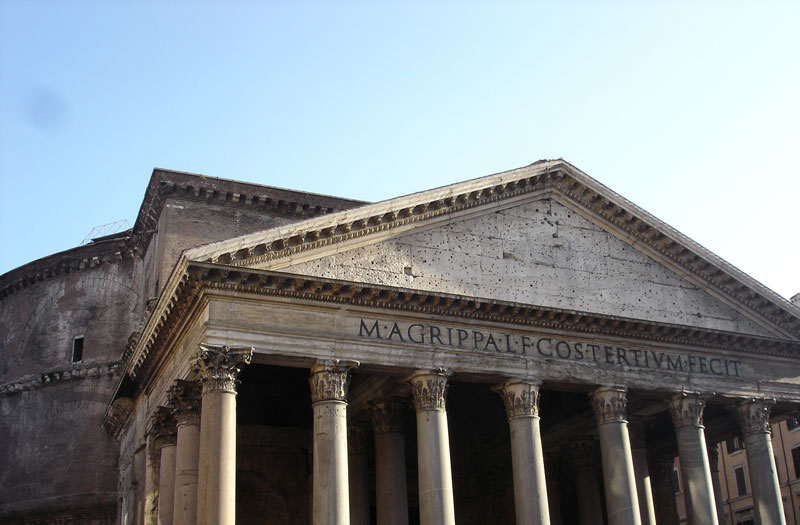
Zubořezy na římském Pantheonu

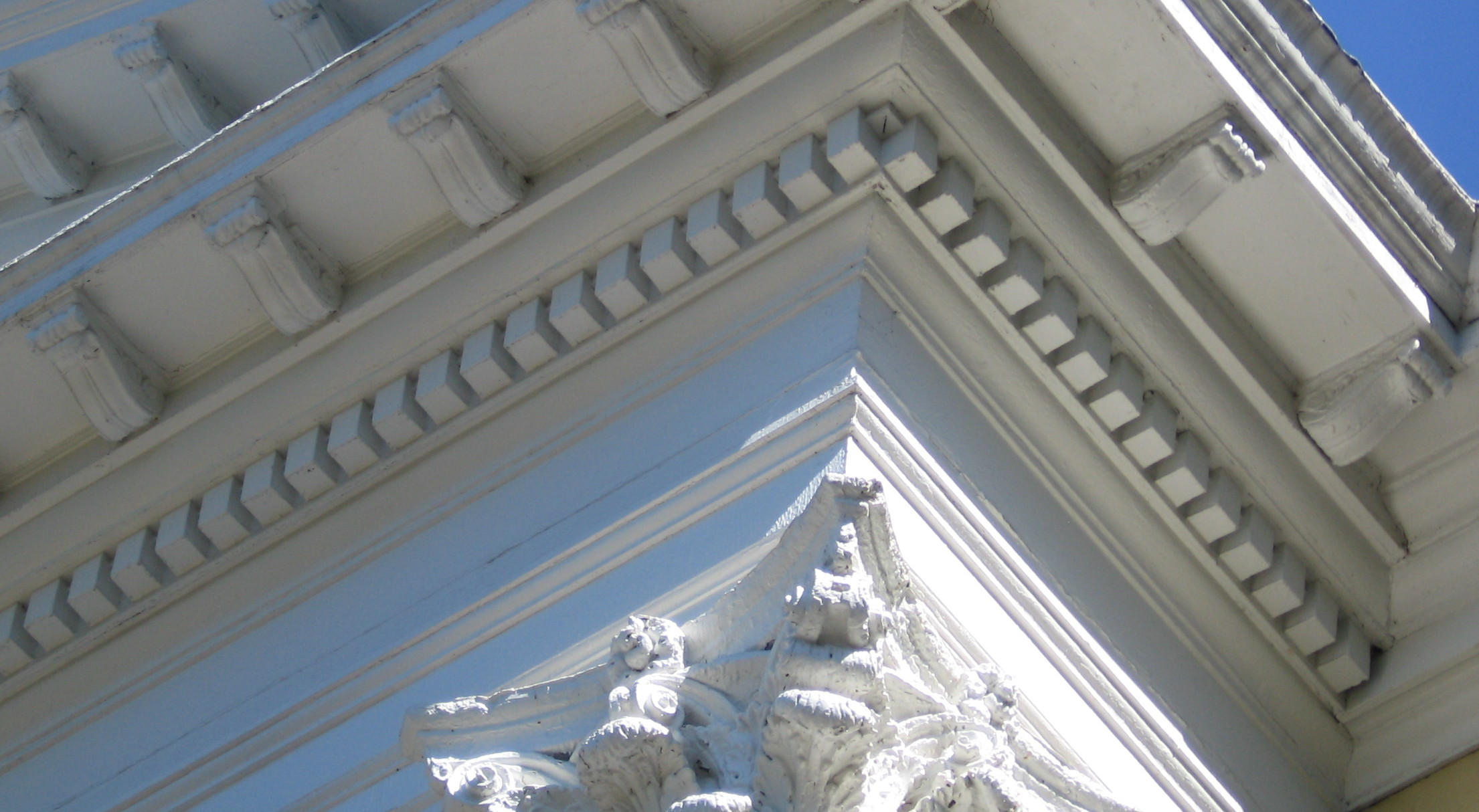
Radnice ve Westportu, Conn. (19. stol.)

Zubořez, také dentil nebo dentikul (z lat. dens – zub, denticulus – zubec) je ozdobný pás pravidelných kostek (kvádříků) a mezer na spodní straně kamenné římsy. Vyskytuje se v iónském a korintském slohu ve starověkém Řecku. Byl velmi oblíben v římské architektuře (Pantheon aj.) Objevuje se i na stavbách období klasicismu v 19. a 20. století. Na římsách románských staveb bývají kvádříky postaveny na koso a vystupují jako trojboké hranolky.
Podle Vitruvia vznikl zubořez jako kamenná nápodoba dřevěných stropních trámků, které přesahovaly přes kladí.